# Giulio Lamberti
Giulio Lamberti (Plasencia, 16 de diciembre de 1895-Plasencia, 24 de diciembre de 1985) fue un deportista italiano que compitió en remo. Ganó una medalla de oro en el Campeonato Europeo de Remo de 1927, en la prueba de ocho con timonel.

## Palmarés internacional
| Campeonato Europeo | Campeonato Europeo | Campeonato Europeo | Campeonato Europeo |
| Año                | Lugar              | Medalla            | Prueba             |
| ------------------ | ------------------ | ------------------ | ------------------ |
| 1927               | Como (Italia)      | Medalla de oro     | Ocho con timonel   |